# Цимбалярия постенная
Цимбалярия постенная, Цимбалярия настенная (лат. Cymbalaria muralis) — многолетнее лианообразное растение нативное горам Западной и Южной Европы.

## Описание
Быстро разрастается почти по любому виду почв, как минимум достигая 5 см в высоту.
Стебли достигают примерно 5-10 см в длину, помогая растению стелится на почве, разрастаясь в ширину, так и взбираться на вертикальные поверхности, давая растению существовать в забитых различными высокими объектами биотопах. Очень тонкие в ширине.
Листья имеют пальчатораздельную форму, достигают 2-5 см в диаметре. В зависимости от стадии развития растения могут иметь от 3 до 7 лопастей. В зависимости от количества света и возможно возраста растения могут иметь более острые окончания «пальчиков». Сидят на концах стеблей
Корневая система стержневая, но по поведению больше схожа с мочковатой. Главный корень слаб, почти не заметен, однако имеется множество придаточных корней. Большая концентрация которых находится ближе к стеблю.
Цветок одиночный, сидит на вертикально поставленом стебле. Двугубый по форме, неправильный по расположению лепестков. Имеет цветовую вариацию в качестве фиолетовых и белых цветков, которые часто перемешиваются, образуя множество других оттенков.
Плод — шаровидная коробочка, достигающая 4 мм в диаметре. Имеет две «камеры» в которых находится множество мелких, темных по цвету морщинистых семян

## Распространение и Экология
Растение широко распространено в горных местностях Средиземноморья, Западной и Южной европы, но также было завезено как инвазионный вид в Северную Америку, Британские острова, Австралию и Новую Зеландию.
Очень неприхотливо в типе почвы, спокойно разрастаясь по мелкой гальке или других не очень благоприятных для роста почвах. Благодаря своим лианоподобным побегам, могут взбираться на различные вертикальные поверхности, что позволяет им существовать в качестве литофитов и нередко эпифитов.
Занимая свою нишу в самых различных средах обитания, растения данного вида смогли распространиться на большие средиземные территории, встречаясь в Южной Италии, бывшей восточной Югославии, Сицилии. Также вид был завезен и распространена во Франции, Польше, Германии, и во множество других Европейских стран.

## Значение
Из-за своей неприхотливости и быстрой скорости разрастания используется в садоводстве, заполняя промежутки в различных стенах, ограждениях и подобных местах. Из-за вариабильности в окрасе цветков имеет множество различных сортов.

## Особенности
Цветочные побеги фототропны, по началу направляя цветок в сторону солнца, а после оплодотворения наоборот, отодвигают плод на более тенистую сторону, обеспечивая семенам больший шанс прорастания в качестве влаги и более низкой температуры.